# Róg Orłowski
Róg Orłowski (niem. Rhog, od 1938 r. Klein Lenkuk) – osada w Polsce położona w województwie warmińsko-mazurskim, w powiecie giżyckim, w gminie Wydminy.
W latach 1975–1998 miejscowość administracyjnie należała do województwa suwalskiego. Od 1999 w województwie warmińsko-mazurskim. Położona jest pomiędzy jeziorami Róg i Łękuk.